# Martin Keller
Martin Keller (ur. 26 września 1986 w Rochlitz) – niemiecki lekkoatleta specjalizujący się w biegach sprinterskich, uczestnik letnich igrzysk olimpijskich w Pekinie (2008), brązowy medalista mistrzostw Europy w Barcelonie (2010) w sztafecie 4 × 100 metrów.

## Finały olimpijskie
- 2008 – Pekin, sztafeta 4 × 100 m – V miejsce

## Inne sportowe sukcesy
- 2006 – mistrzostwa Niemiec juniorów – złoty medal w biegu na 100 m
- 2006 – mistrzostwa Niemiec – brązowy medal w sztafecie 4 × 100 m
- 2008 – mistrzostwa Niemiec – brązowy medal w biegu na 100 m
- 2010 – Barcelona, mistrzostwa Europy – brązowy medal w sztafecie 4 × 100 m
- 2011 – halowe mistrzostwa Niemiec – srebrny medal w biegu na 60 metrów

## Rekordy życiowe
- bieg na 100 metrów – 10,07 – Weinheim 02/08/2013 / 9,99w – Clermont 11/05/2013
- bieg na 60 metrów (hala) – 6,65 – Lipsk 26/02/2011